# Eight Days
Eight Days — отменённая компьютерная игра в жанрах action-adventure и шутера от третьего лица. Eight Days предназначалась для игровой приставки PlayStation 3; её разработкой занималась London Studio — внутренняя студия Sony Interactive Entertainment. Игра, совмещающая в себе перестрелки и погони на автомобилях, должна была провести двух героев через восемь штатов США; этими персонажами управлял бы либо один игрок попеременно, либо два игрока в сетевом кооперативном режиме. Несмотря на крупный бюджет, участие голливудских актёров и интерес прессы, в 2008 году разработка Eight Days была отменена: новое руководство Sony Interactive Entertainment посчитало, что она слишком далека от завершения, и опасалось, что игра не сможет окупиться.

## Игровой процесс
По утверждению источника GamesRadar, действие игры должно было проходить в течение восьми дней, показывая путешествие через восемь разных штатов США. В число этих штатов должны были войти Техас, Аризона, Нью-Йорк, Колорадо и Калифорния. По общей площади игровой мир Eight Days должен быть больше, чем в любой консольной игре того времени, но этот мир не был доступен целиком и одновременно — в ранее посещенные области нельзя было возвращаться, и игра должна была подталкивать игрока постоянно двигаться вперед. Как сообщал источник GamesRadar, Eight Days должна была использовать некие функции карт Google, а смена дня и ночи в ней должна была быть привязана к реальному времени (встроенным часам PlayStation 3) — если бы в игру играли ночью, то и в ней была бы ночь. Два игровых персонажа — «плохой парень», пытающийся отомстить мафиозной группировке, и «хороший парень», детектив, разыскивающий похищенного этой же группировкой сына, должны были работать вместе; их должны были отличать друг от друга разные наборы способностей. В действительности студия так никогда и не проработала ни повествование, ни геймплей игры окончательно; сайт Polygon в посвящённом игре материале 2019 года не смог найти подтверждение всем утверждениям источника GamesRadar — никто из опрошенных разработчиков не смог вспомнить ничего подробного о повествовании игры; идея с встроенными часами и привязке смены дня и ночи высказывалась в процессе разработки, но едва ли была реализована.
По словам одного из разработчиков игры Ричарда Банна в интервью Eurogamer, Eight Days была выстроена на концепции «игры за напарников» и должна была иметь сетевой кооперативный режим. Даже в однопользовательском режиме игрок попеременно управлял бы двумя персонажами — «представьте себе Uncharted, но с двумя Нейтанами Дрейками»; игрок мог бы переключиться с одного героя на другого, и персонажи прикрывали бы один другого в перестрелках и делились боеприпасами. Какой-либо иной многопользовательский режим для игры не планировался. Игра должна была перемежать постановочные моменты в духе God of War, где игрок лишь наблюдал бы за зрелищем, сегменты с ездой на автомобилях и со стрельбой из-за укрытий. Таким образом, герои попадали бы в новое место, с перестрелками продвигались бы по нему вперед, затем следовала бы погоня на автомобилях в духе Burnout, переносящая героев в другой штат.

## История разработки
Разработка игры началась ещё до выхода PlayStation 3 — в ожидании приставки нового поколения разработчики из London Studio создали прототип шутера от третьего лица под условным названием Block Man. Block Man имел примитивную графику — игровой персонаж был собран из кубов — но демонстрировал необычайно совершенный по тем временам геймплей: игра позволяла прятаться за укрытиями, стрелять вслепую и прицельно, выстрелы разрушали окружение. На выставке Electronic Entertainment Expo (E3) вместе с собственно приставкой PlayStation 3 была представлена и подборка видео из будущих игр — среди них была и техническая демонстрация будущей Eight Days, уже с более красочной графикой. На этот момент игра не имела ни названия, ни сюжета, ни определённого геймплея и скорее показывала возможностей разработанного London Studio движка по разрушению окружения. Sony Computer Entertainment Europe продемонстрировала ещё один ролик с разрушаемым выстрелами автомобилем на конференции Game Developers Conference в марте 2006 года; это разрушение и в конечном счете взрыв просчитывались в реальном времени. Разработчик Манн Эрстрём, создававший для студии инструментарий, вспоминал, что студии пришлось отправить на конференцию руководителя разработки движка, который управлял технической демонстрацией вручную: на самом деле эта демонстрация была очень нестабильной и легко могла «вылететь», если камера приближалась слишком близко к автомобилю или показывала его не с того угла.
London Studio набирала работников не только в игровой индустрии, но и в Голливуде — по замыслу разработчиков, игра должна была быть чрезвычайно кинематографичной, приближенной к фильмам-блокбастерам. Участники разработки описывали собранный таким образом коллектив как «команду мечты». По словам главного аниматора Eight Days Джима Джаггера, она должна была поместить игрока на место главного героя «в величайшем из когда-либо снятых экшн-фильмов», студия сравнивала игру с фильмами Майкла Бэя. В разработке был задействован голливудский актёр Винг Рэймс — его внешность и голос использовались для создания модели одного из главных героев; Деннис Хоппер и Гэри Олдмен должны были сыграть антагонистов; анимации в экшн-сценах записывались с участием каскадёра Бастера Ривза, также работавшего над фильмом «Тёмный рыцарь». Студия также пыталась привлечь к проекту Джона Траволту и Хэлли Берри, но не смогла договориться с ними.
Трейлер Eight Days был представлен на очередной выставке E3 в мае 2006 года; он демонстрировал погоню на масл-карах по аризонской пустыне и перестрелку на автозаправке. В трейлере была показана перестрелка во время погони с видом из кабины автомобиля; на автозаправочной станции персонажи использовали различные объекты как укрытия для защиты от пуль, и один из героев забирался через окно в здание заправки с детально смоделированным и разрушаемым интерьером; в конце ролика автозаправка красочно взрывалась. Этот трейлер был не настоящей записью геймплея, а постановочным роликом — на самом деле у разработчиков в это время не было ничего достаточно презентабельного для показа.
Для разработчиков очень сложным для освоения оказалась аппаратное обеспечение PlayStation 3, предоставленной им с минимум инструкций от Sony; собственный движок London Studio, разрабатывавшийся специально для игры, страдал от той же проблемы — он был чрезвычайно требовательным и не работал без соблюдения множества мелких правил, так что новым работникам его было очень сложно освоить. Один из разработчиков, опрошенных Polygon, сообщал, что он «никогда не видел ничего подобного» — движок проводил полную проверку каждой сцены, прежде чем экспортировать её и запустить на девките приставки. Если дизайнер трёхмерной модели менял положение хотя бы одной вершины, он должен был проверять, не нарушена ли целостность и «герметичность» модели — это сильно замедляло процесс работы. Разработчики пытались внедрить в игру множество инновационных по тем временам технологий, в том числе процедурную генерацию ландшафта, захват движения, динамическое разрушение и некие новые способы взаимодействия игрока с окружающим миром. После отмены игры разработчики не сходились во мнениях, что привело к провалу разработки — слишком большой ли размер коллектива, слишком маленький ли, было ли дело в отсутствии четкого руководства или в чрезмерных амбициях создателей.
В апреле 2008 года газета The Guardian в материале, посвященном London Studio, сообщала, что разработка игры «наращивает темпы», и что в студии над ней трудятся 63 сотрудника — при этом в ближайшем будущем их количество должно было возрасти до 80 штатных и ещё 40 внештатных разработчиков.

## Отмена
4 июня 2008 года Sony объявила об отмене игры «в связи с перераспределением ресурсов и бюджетов». Ранее в SIE Worldwide Studios произошли кадровые изменения — вместо Фила Харрисона пост президента занял Сюхэй Ёсида, — и руководство компании, изучив разрабатываемые проекты, приняло решение перенаправить ресурсы на те из них, что на тот момент находились ближе к завершению. Eight Days не вошла в это число. По воспоминаниям Банна, успешной игрой для внутренних студий Sony считалась такая, продажи которой охватили бы 10 % от всех владельцев PlayStation 3, а Eight Days потребовалось бы вдвое-втрое больше, только чтобы окупиться. К этому времени уже вышла игра Uncharted: Drake’s Fortune, также приключенческий шутер от третьего лица, и менеджеры Sony опасались, что Eight Days не сможет с ней конкурировать. Ёсида в интервью журналу MCV отмечал, что на решение об отмене Eight Days повлияла недостаточная онлайн-составляющая игры. Хотя с отменой игры множество сотрудников осталось не у дел, многие из них сохранили работу в Sony — в рамках проекта EyePet, на который переключилась London Studio, или в других внутренних студиях Sony Europe. В 2009 году креативный арт-директор London Studio Никола Дусе утверждал в интервью сайту GameSpot, что игра не заброшена окончательно, а лишь отложена; впрочем, в дальнейшем она так и не вышла.
В последующие годы различные издания включали Eight Days в списки наиболее интересных и перспективных игр среди отменённых; так, GamesRadar называл её в числе 12 «павших, но не забытых» игр для приставок седьмого поколения; сайт IGN — в список 15 игр, отмена которых «надрывала сердце».